# روان‌پزشکی اضطراری

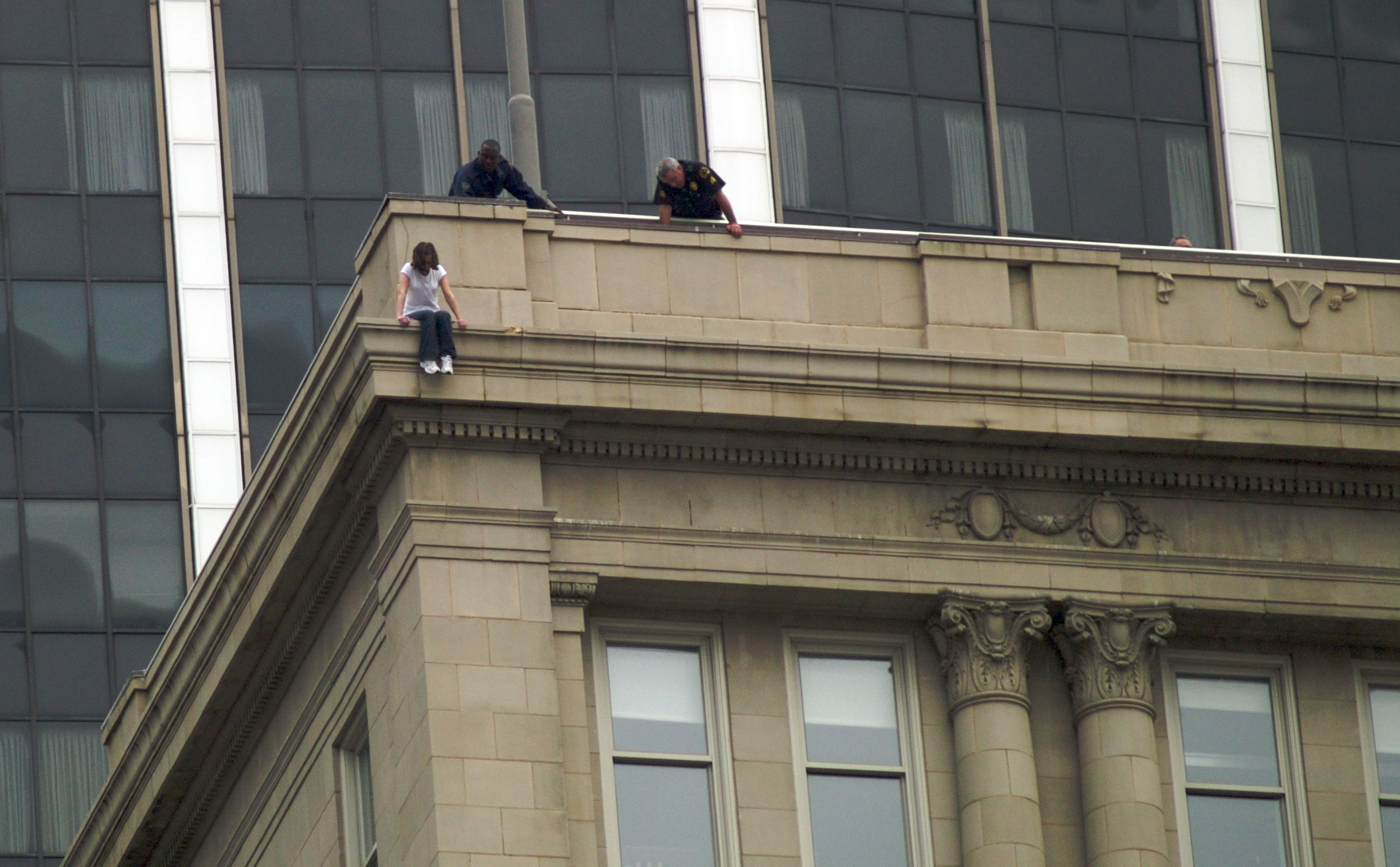
خودکشی در دالاس

روان‌پزشکی اضطراری (به انگلیسی: Emergency psychiatry) کاربرد کلینیکی روان‌پزشکی در موقعیت‌های اضطراری است. موقعیت‌هایی که نیاز به مداخله فوری روان‌پزشکی دارد عبارتند از اقدام به خودکشی، سوءمصرف مواد، افسردگی اساسی، روان‌پریشی، خشونت یا هرچیز دیگری که منجر به تغییر سریع رفتار شود. خدمات روان‌پزشکی اضطراری توسط متخصصان رشته‌های پزشکی، پرستاری، روان‌شناسی و مددکاری اجتماعی ارائه می‌شود. نیاز به خدمات فوری روان‌پزشکی از دهه ۱۹۶۰ در سراسر جهان به خصوص در مناطق شهری، به سرعت افزایش یافته است. مراقبت از بیماران در شرایط اضطراری کار پیچیده‌ای است. افراد ارائه‌دهنده خدمات روان‌پزشکی اضطراری ممکن است شخصاً داوطلب ارائه این خدمات شوند، از تخصص‌های مرتبط دیگر به این کار ارجاع داده شوند یا تعهد اجباری برای کار در این رشته داشته باشند. این مراقبت‌ها و مداخلات می‌تواند موقعیت‌های جدی و دارای خطر جانی به‌وجود بیاورد مانند مواجهه با بیماران روانی که شرایطی حاد و مزمن داشته یا افرادی که نشانگان مشابهی دارند.